# Муртуза Мухтаров
Муртуза Мухтаров (азерб. Murtuza Muxtar oğlu Muxtarov; 1855—1920) — азербайджанський підприємець, винахідник, нафтопромисловець.

## З творчої біографії
Муртуза Мухтаров відкрив у 1890 р. приватну бурильну контору, яка виконувала найскладніші замовлення. Саме він успішно пробурив найглибшу на той час на Кавказі свердловину глибиною 1100 м. У 1891 р. у Сабунчі було відкрито механічний завод Мухтарова, де згодом працювали близько тисячі робітників. Мухтаров був акціонером товариства Московсько-Волзького нафтового товариства, адміністратором у справах бакинського товариства російської нафти. У 1895 р. Мухтаров створює модернізований верстат ударного-штангового способу буріння, на який отримує державний патент. Бурова установка Мухтарова, який отримав назву «бакинської бурильної системи» суттєво переважав тогочасні аналоги, що дозволило підприємцю наприкінці ХІХ ст. відкрити в Бібі-Ейбаті перший у Російській Імперії завод бурового обладнання. Він був автором й ряду інших винаходів. Бурильні станки й нафтове обладнання із заводів Мухтарова забезпечувало бакинські промисли й експортувалося в інші країни. Знавець видобувної техніки Мухтаров виписував і привозив у Баку найсучасніші машини й механізми (переважно із США), впроваджуючи їх у виробництво.

## Інтернет-ресурси
- Azerbaijan International [Архівовано 5 жовтня 2016 у Wayback Machine.]